# Nové Město na Moravě
Nové Město na Moravě (pronunciació en txec: [ˈnovɛː ˈmɲɛsto ˈna moravjɛ]; en alemany: Neustadtl in Mähren) és una ciutat a la regió de Vysočina de la República Txeca. Té 10.464 habitants. La ciutat va ser seu dels Campionats del món de biatló el 2013.